# 罗尼翁河畔布尔东
罗尼翁河畔布尔东（法語：Bourdons-sur-Rognon，法語發音：[buʁdɔ̃ syʁ ʁɔɲɔ̃]）是法国上马恩省的一个市镇，属于肖蒙区。

## 地理
罗尼翁河畔布尔东（48°10'0"N, 5°21'1"E）面积39.45 平方千米，位于法国大東部大區上马恩省，该省份为法国东北部内陆省份，北起马恩省和默兹省，西接奥布省，西南接科多尔省，东南接上索恩省，东临孚日省。
与罗尼翁河畔布尔东接壤的市镇（或旧市镇、城区）包括：埃科拉孔布、埃斯努沃、福尔塞、马雷耶、昂德洛-布朗什维尔、比耶勒、锡雷莱马雷耶、孔西尼。

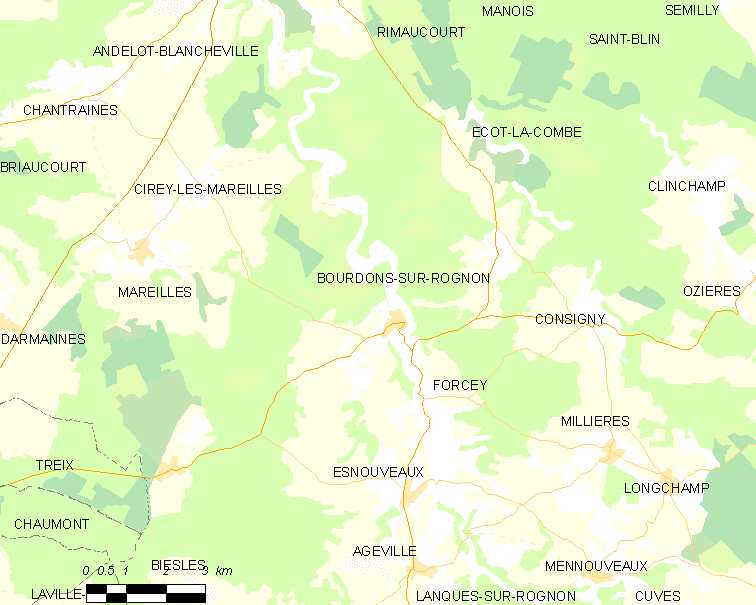
罗尼翁河畔布尔东的OSM定位图

罗尼翁河畔布尔东的时区为UTC+01:00、UTC+02:00（夏令时）。

## 行政
罗尼翁河畔布尔东的邮政编码为52700，INSEE市镇编码为52061。

## 政治
罗尼翁河畔布尔东所属的省级选区为博洛涅县。

## 人口

1962-2008年间罗尼翁河畔布尔东人口变化图示

罗尼翁河畔布尔东于2022年1月1日时的人口数量为293人。